# Wehnde
Wehnde là một đô thị thuộc huyện Eichsfeld nước Đức. Đô thị này có diện tích 9,71 km², dân số thời điểm 31 tháng 12 năm 2006 là 393 người.